# Dear friends (TRIPLANEの曲)
「Dear friends」（ディア・フレンズ）は、TRIPLANEの通算4枚目のシングル。2006年1月11日にtearbridge recordsから発売。TRIPLANEとして初のアニメタイアップが付いた楽曲。元メンバーであった曹洞宗十勝岳永祥寺住職織田秀道へ向けて作った曲といわれている。

## 収録曲
全作詞・作曲：江畑兵衛　全編曲：TRIPLANE、多胡邦夫
1. Dear friends（4:33）[1]
2. you（5:13）[1]
  - よみうりテレビ系バラエティ番組『スタぴか! THOSE★AMAZING★KIDS!』エンディングテーマ
  - 映画『夜のピクニック』サウンドトラック収録
3. Dear friends (TVエンディング用70秒バージョン)［初回限定盤のみ］
  - フジテレビ系アニメ『ONE PIECE』EDテーマ曲

## カバー
- 竹渕慶（2020年、アルバム「ONE PIECE MUUUSIC COVER ALBUM」に収録）